# Alliopsis sitiens
Alliopsis sitiens este o specie de muște din genul Alliopsis, familia Anthomyiidae. A fost descrisă pentru prima dată de Collin în anul 1943. Conform Catalogue of Life specia Alliopsis sitiens nu are subspecii cunoscute.